# Synagoge (Hranice na Moravě)
Koordinaten: 49° 32′ 55,7″ N, 17° 44′ 1,8″ O

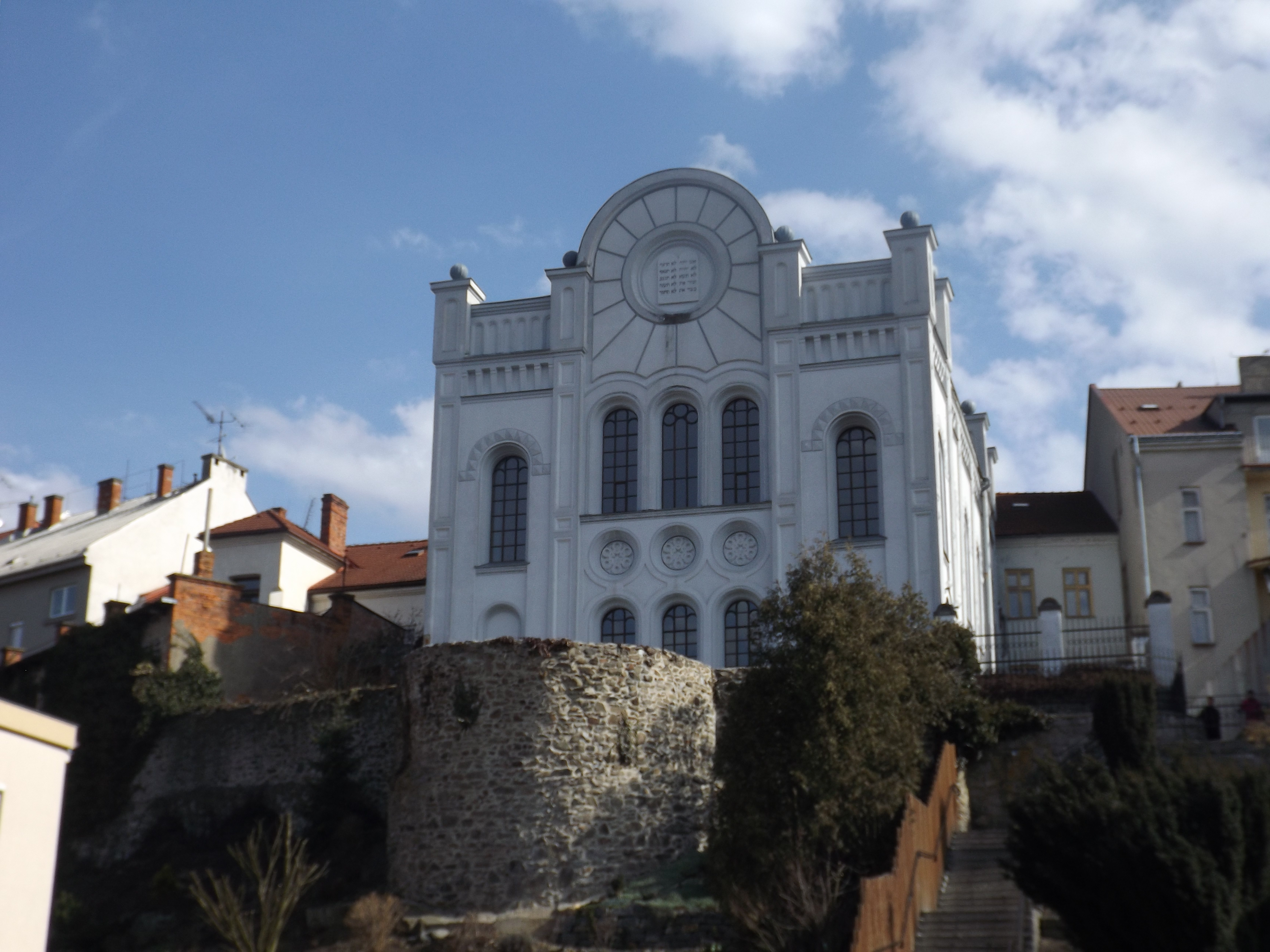
Synagoge in Hranice na Moravě

Die Synagoge in Hranice na Moravě (deutsch Mährisch Weißkirchen), einer Stadt in der Olmützer Region (Olomoucký kraj) in Tschechien, wurde 1863/64 errichtet. Die profanierte Synagoge ist seit 1988 ein geschütztes Kulturdenkmal.

## Geschichte
In der Judengasse, einer Häuserzeile an der westlichen Stadtmauer, stand die alte Synagoge. Sie wurde Anfang der 1860er Jahre abgerissen und an gleicher Stelle wurde die neue Synagoge errichtet. Sie wurde nach Plänen des Wiener Architekten Franz Macher im maurisch-byzantinischen Stil gebaut.    
216 Juden aus Mährisch Weißkirchen wurden während der Schoa ermordet. An sie erinnert eine Plastik neben der Synagoge.
Im  Synagogengebäude sind heute das Stadtmuseum und die städtische Galerie untergebracht. Die Inneneinrichtung der Synagoge wurde im Zweiten Weltkrieg dem Jüdischen Museum in Prag übereignet.